# Amaury Epaminondas
Pour les articles homonymes, voir Amaury.
Amaury Epaminondas Junqueira (25 décembre 1935 à Barretos - 31 mars 2016) est un footballeur brésilien.